# Eyvind Johnson
Eyvind Olov Verner Johnson (Svartbjörnsbyn, 29. srpnja 1900. – Stockholm, 25. kolovoza 1976.), švedski književnik.
Zajedno s Harryjem Martinsonom dobio je Nobelovu nagrade za književnost 1974. godine.